# Elementary
Elementary — второй и последний студийный альбом канадской маткор-группы The End, выпущен в 2007 году компанией Relapse Records.

## Об альбоме
В отличие от предыдущих альбомов группы, Elementary можно отнести скорее к металкору или даже мат-металу, нежели к маткору. По звучанию он стал больше напоминать творчество таких групп, как Tool, In Flames, Opeth (песни «Dangerous», «The Moth And I», «In Distress», «And Always…»). Из всех песен альбома к маткору можно отнести песни «Animals» и «Awake?». Такая смена жанра вызвала неоднозначную реакцию со стороны фанатов. Кто-то стал называть The End «попсой», а кто-то посчитал это неплохим экспериментом музыкантов над стилем.
Примерно через 2 года после записи альбома группа The End распалась. Участники Шон Дули и Аарон Вольфф начали работу над новым проектом - Solitary Sun.

## Список композиций
1. «Dangerous» — 6:08
2. «The Never Ever Aftermath» — 4:45
3. «Animals» — 3:26
4. «The Moth And I» — 5:29
5. «Throwing Stones» — 3:29
6. «My Abyss» — 4:50
7. «Awake?» — 3:43
8. «A Fell Wind» — 4:02
9. «In Distress» — 5:54
10. «And Always…» — 9:18

## Видеоклипы
- Throwing Stones